# Sherry Glaser
Sherry Glaser   (Long Island, 6 de juny de 1960) és una actriu estatunidenca, destacada per la seva actuació artística individual off-Broadway Family Secrets (Secrets familiars) sobre una família jueva a Califòrnia.
Glaser també és una activista política, que va ser arrestada per la seva protesta en topless contra les «injustícies immorals de la guerra» (Breasts Not Bombs) i per obrir un dispensari de marihuana terapèutica. En ambdós casos, es van retirar els càrrecs.

## Joventut
Sherry Glaser va néixer a la ciutat de Nova York i es va criar a Long Island. Glaser es va traslladar a San Diego el 1978 i va assistir a la Universitat Estatal de San Diego.
Va desenvolupar les seves habilitats de comèdia improvisadora amb el grup de comèdia feminista Hot Flashes. Després va passar al treball en solitari, ajudada per la direcció i la coescriptura del seu aleshores marit Greg Howells. La inspiració de Glaser per a la interpretació en solitari va venir mentre practicava la improvisació a principis de la dècada del 1980 a San Diego en companyia de Whoopi Goldberg, Mo Gaffney i Kathy Najimy.

## Carrera professional
Glaser és més coneguda per la seva llarga interpretació en solitari off-Broadway Family Secrets (Secrets familiars) i la seva autobiografia, Family Secrets: One Woman's Look at a Relatively Painful Subject (Secrets familiars: la mirada d'una dona sobre un tema relativament dolorós), publicada per Simon & Schuster el 1997. A l'obra, Glaser retrata cinc membres diferents d'una família jueva que va emigrar de Nova York a Califòrnia a la dècada del 1980. Glaser va guanyar nombrosos premis pel seu paper a Family Secrets. L'espectacle es va presentar off-Broadway dues vegades, de 1993 a 1995 i de nou el 2006.
Glaser va interpretar a Ma i Miguel a la seva obra d'una dona, Oh My Goddess!. Ma va ser representada com la gran mare jueva de tots nosaltres, «recordant-nos la naturalesa senzilla i sagrada de la vida a la terra».
El 2004, Glaser va col·laborar amb Thais Mazur en un projecte de teatre/dansa anomenat Remember This (An Intimate Portrait of War through the Eyes of Women) (Recordeu això; Un retrat íntim de la guerra a través dels ulls de les dones) que va debutar a Mendocino i després va anar a San Francisco. Glaser va escriure un altre espectacle d'una sola dona anomenat Taking the High Road (Comic Confessions from Behind the Cannabis Curtain) (Prenent l'autopista; Confessions còmiques des de darrere de la cortina del cànnabis) el 2015 després que agents locals i federals assaltessin el seu dispensari de marihuana terapèutica i la seva casa. Glaser també va ser coautora d'un llibre amb la seva mare, Rochelle (Shelly) Glaser sobre les seves experiències amb la malaltia mental, titulat The First Practical Handbook for Crazy (El primer manual pràctic per a persones boges).
Glaser també escriu un editorial setmanal de dimarts al vespre a l'estació de ràdio KZYX del comtat de Mendocino, Califòrnia. L'escriptura de Glaser ha aparegut a les antologies, Exit Laughing, The Other Woman, He Said What? (Victoria Zackheim, editora) i Warrior Mothers (Thais Mazur, editora).

## Vida familiar
Sherry Glaser va conèixer el seu futur marit, Greg Howells, a través de la seva carrera de comèdia. Aleshores Howells era amic d'un amic del veí del costat de Glaser. La passió compartida de Glaser i Howells per la comèdia els va unir. Glaser i Howells van tenir dues filles, Dana i Lucy. Glaser va comentar que «sempre havia volgut dos (perquè poguessin tenir algú amb qui parlar de la seva mare boja)». Greg Howells va desaparèixer el 18 de juny de 1997. Va ser vist per última vegada jugant al golf al camp de golf Rancho Cañada a Carmel Valley, Califòrnia.

## Activisme polític

### Breasts Not Bombs
Breasts Not Bombs és un moviment polític de base amb seu al comtat de Mendocino, Califòrnia. El grup se centra en la intersecció entre la igualtat de gènere lliure i la justícia social mitjançant protestes públiques no violentes que impliquen teatre de carrer i topless per cridar l'atenció sobre el que anomenen les «injustícies immorals de la guerra».
El 8 de novembre de 2005, Sherry Glaser i Renee Love, membres de Breasts Not Bombs, van anar en topless a les escales del California State Capital per protestar contra les polítiques del governador de Califòrnia Arnold Schwarzenegger. Van ser arrestades sota sospita d'exposició indecent, conducta desordenada i violació dels termes del seu permís de protesta. En cas de ser condemnades, les dones haurien de registrar-se com a delinqüents sexuals. En la batalla judicial que va seguir la seva detenció, van argumentar que les dones haurien de tenir el mateix dret a posar-se en topless que els homes. El novembre de 2008, els tribunals van concedir a les dones 150.000 dòlars d'indemnització. El tribunal també va exigir que els agents de la Patrulla de Carreteres de Califòrnia assignats a la Secció de Protecció del Capitoli rebessin formació sobre els drets de la Primera Esmena dels manifestants.
Ella comenta al seu lloc web: «Els nostres pits nus eren 'indecents', així que vaig pensar, utilitzem aquest incident i la nostra igual protecció sota la 14a esmena per mostrar com són la llibertat i la decència reals. Que s'adonin, que les paraules per si soles fàcilment no es tenen en compte, però els cossos són més difícils d'ignorar».
Al seu lloc web, Glaser va escriure que «És irònic que Arnold Schwarzenegger pugui grapejar i molestar els cossos de les dones i esdevenir governador, no obstant això, tenim el dret d'exercir els nostres drets de la primera esmena i ens detenen. Protesto!». Glaser va iniciar un moviment polític afirmant que els pits no són indecents, les guerres sí. Glaser i altres han estat protestant en topless per donar consciència pública sobre les morts que es van produir a la guerra de l'Iraq. Glaser té el seu propi lloc web on comenta les seves accions polítiques i les properes produccions, així com posa a disposició del públic els seus comentaris setmanals de ràdio.

### Altres activitats
Glaser va ser fonamental en un acte de beneficència per alleugerir dels efectes d'un tsunami recaptant més de 10.000 dòlars estatunidencs, ha recollit fons per a refugis de dones, agències ambientals i persones sense llar, i ha impartit tallers de transformació emocional radical i teatre d'improvisació orgànica.
Glaser va obrir el primer dispensari de marihuana terapèutica al poble de Mendocino (Califòrnia) el febrer de 2011. Es va anomenar Love in It i va dispensar cànnabis local orgànic a més de 3000 pacients. El seu dispensari va ser asaltat per la policia el 4 de març de 2014. Va anar a la presó juntament amb tots els empleats i va ser alliberada l'endemà. Va presentar formularis per reclamar els seus béns i medicaments i va lluitar contra el D.A. David Eyster. Love in It es va reobrir l'1 d'abril de 2014 i tots els càrrecs contra Glaser finalment es van retirar el 2017.